# Debrah Farentino
Debrah Farentino, nata Deborah Anne Mullowney (Lucas Valley-Marinwood, 30 settembre 1959), è un'attrice, produttrice televisiva ed ex modella statunitense, di origini irlandesi.

## Carriera
Nata nel 1959 a Lucas Valley-Marinwood, in California, Deborah Anne Mullowney ha due sorelle e un fratello. Ha intrapreso la carriera di modella per la Ford Models prima di iniziare quella di attrice, nei primi anni ottanta; dopo il matrimonio con l'attore James Farentino, suo insegnante di recitazione, ha cambiato il suo nome d'arte in Debrah Farentino mantenendolo anche dopo il divorzio.
Ha partecipato come caratterista a moltissime serie televisive e a qualche pellicola sul grande schermo (tra cui Il figlio della Pantera Rosa di Blake Edwards, nel 1993). Nel 1995 è stata inserita da People tra le 50 donne più belle del mondo, mentre era incinta della figlia Sophie. In Italia era conosciuta per aver preso parte alla soap opera Capitol, negli anni '80, nella quale ha vestito i panni della protagonista "Sloane".

## Vita privata
Si è sposata quattro volte ed ha due figlie. Dopo un primo matrimonio (durato dal 1979 al 1983) con Scott Staples, ha sposato nel 1985 l'attore James Farentino da cui ha divorziato nel 1988. Nel 1991 è nata la sua prima figlia, Molly, nata dalla relazione con il produttore Tony Adams che ha sposato l'anno seguente, nel 1992 e da cui ha divorziato nel 1994. Nello stesso anno si è risposata con il regista Gregory Hoblit da cui ha avuto la sua seconda figlia, Sophie (1995); quest'ultima ha recitato in una piccola parte nel film Il caso Thomas Crawford diretto dal padre.

## Filmografia parziale

### Cinema
- Ork (Cellar Dweller), regia di John Carl Buechler (1988)
- Bugsy, regia di Barry Levinson (1991)
- Il figlio della Pantera Rosa (Son of the Pink Panther), regia di Blake Edwards (1993)
- Malice - Il sospetto (Malice), regia di Harold Becker (1993)

### Televisione
- Capitol - soap opera (1982-1987)
- Progetto Eden (Earth 2) - serie TV, 21 episodi (1994-1995)
- EZ Streets - 9 episodi (1996-1997)
- La tempesta del secolo (Storm of the Century), regia di Craig R. Baxley - miniserie TV (1999)
- Law & Order: il verdetto (Law & Order: Trial by Jury) – serie TV, 1 episodio (2005)
- Wildfire - serie TV, 5 episodi (2005-2006)
- Eureka - serie TV, 25 episodi (2006-2012)
- Eli Stone  - serie TV (2008-2009)
- Saving Grace  - serie TV (2010)
- Hawaii Five-0 - serie TV (2011)
- The Closer - serie TV (2011)
- Criminal Minds - serie TV (2014)

## Doppiatrici italiane
Nelle versioni in italiano delle opere in cui ha recitato, Debrah Farentino è stata doppiata da:
- Laura Boccanera in CSI: Miami, The Closer
- Melina Martello in Capitol
- Marta Altinier in Eureka